# Nová Cerekev
Nová Cerekev é uma comuna checa localizada na região de Vysočina, distrito de Pelhřimov.